# Chefferie traditionnelle du canton Pongo
La chefferie supérieure du canton Pongo est une chefferie traditionnelle au Cameroun. Elle est située dans l'arrondissement de Dibombari, dans le département du Moungo. Elle est dirigée depuis par Sa majesté Théodore Toto Bekombo.

## Géographie.
La chefferie supérieure Pongo est située dans l'arrondissement de Dibombari, dans le département  du Moungo de la région du Littoral. Cette communauté est classée au 1er degré par l'Arrêté no 019/CAB/PM du 07 février 1981 déterminant les groupements traditionnelles de 1er degré au Cameroun. Il s'étend de Bomono Ba Mbengue, jusqu'à Dibombari village.

## Histoire
Mbedi et sa descendance arrivent à Douala en 1578. Ils y trouvent déjà installés les Bakoko et les Bassa. Ainsi, ils forment un troisième foyer. L’un des fils de la famille Bom Mbedi (Duala Mbèdi) réussit à conquérir la localité[Quand ?]

## Population
Le canton Pongo est l’un des deux cantons de l'arrondissement Dibombari. Il fait partie de la nomenclature administrative des chefferies traditionnelles de premier degré et compte environ 2308 habitants. Le canton Pongo est en effet, composé du groupement de Bomono Ba Mbengue et du groupement de Bomono Ba Jedu.